# Ouganda aux Jeux olympiques d'été de 2000
L'Ouganda participe aux Jeux olympiques d'été de 2000 à Sydney. Sa délégation est composée de 13 athlètes issus de 5 sports et son porte-drapeau est Muhamed Kizito. Au terme des Olympiades, la nation n'est pas à proprement classée puisqu'elle ne remporte aucune médaille. 

## Nombre d'athlètes qualifiés par sport
Voici la liste des qualifiés et sélectionnés Ougandais par sport (remplaçants compris) :
| Sport      | Hommes | Femmes | Total |
| ---------- | ------ | ------ | ----- |
| Athlétisme | 4      | 1      | 5     |
| Boxe       | 4      | 0      | 4     |

## Liste des médaillés ougandais
Aucun athlète ougandais ne remporte de médaille durant ces JO.

## Athlétisme

### Hommes
| Athlète      | Épreuve  | Séries        | Séries      | Quarts de finale | Quarts de finale | Demi-finales  | Demi-finales | Finale          | Finale  |
| Athlète      | Épreuve  | Temps         | Rang        | Temps            | Rang             | Temps         | Rang         | Temps           | Rang    |
| ------------ | -------- | ------------- | ----------- | ---------------- | ---------------- | ------------- | ------------ | --------------- | ------- |
| Davis Kamoga | 400 m    | 45 s 92       | 2e          | 45 s 74          | 5e               | Eliminé       | Eliminé      | Eliminé         | Eliminé |
| Paskar Owor  | 800 m    | 1 min 49 s 99 | 6e          | Eliminé          | Eliminé          | Eliminé       | Eliminé      | Eliminé         | Eliminé |
| Julius Achon | 1 500 m  | 3 min 39 s 40 | 7e          | Non disputé      | Non disputé      | 3 min 40 s 32 | 6e           | Eliminé         | Eliminé |
| Alex Malinga | Marathon | Non disputé   | Non disputé | Non disputé      | Non disputé      | Non disputé   | Non disputé  | 2 h 24 min 53 s | 57e     |

### Femmes
| Athlète       | Épreuve | Séries        | Séries | Quarts de finale | Quarts de finale | Demi-finales | Demi-finales | Finale  | Finale  |
| Athlète       | Épreuve | Temps         | Rang   | Temps            | Rang             | Temps        | Rang         | Temps   | Rang    |
| ------------- | ------- | ------------- | ------ | ---------------- | ---------------- | ------------ | ------------ | ------- | ------- |
| Grace Birungi | 800 m   | 2 min 03 s 32 | 5e     | Eliminé          | Eliminé          | Eliminé      | Eliminé      | Eliminé | Eliminé |

## Boxe

### Hommes
| Athlète          | Catégorie        | 16e de finale            | 8e de finale        | Quart de finale     | Demi-finale         | Finale              |
| Athlète          | Catégorie        | Adversaire Résultat      | Adversaire Résultat | Adversaire Résultat | Adversaire Résultat | Adversaire Résultat |
| ---------------- | ---------------- | ------------------------ | ------------------- | ------------------- | ------------------- | ------------------- |
| Sunday Kizito    | Poids mi-mouches | Défaite Lituanie 3-9     | Eliminé             | Eliminé             | Eliminé             | Eliminé             |
| Jackson Asiku    | Poids mouches    | Défaite Philippines      | Eliminé             | Eliminé             | Eliminé             | Eliminé             |
| Abdul Tebazalwa  | Poids coqs       | Défaite Mexique 8-13     | Eliminé             | Eliminé             | Eliminé             | Eliminé             |
| Kassim Napa Adam | Poids plumes     | Défaite Ouzbékistan 3-12 | Eliminé             | Eliminé             | Eliminé             | Eliminé             |